# Sylwester Stachiewicz
Sylwester Stachiewicz (ur. 24 stycznia 1892, zm. wiosną 1940 w Charkowie) – major intendent z wyższymi studiami wojskowymi Wojska Polskiego, ofiara zbrodni katyńskiej.

## Życiorys
Syn Teodora i Heleny urodzony 24 stycznia 1892. 
W latach 1912–1913 wziął udział w mobilizacji sił zbrojnych Monarchii Austro-Węgierskiej, wprowadzonej w związku z wojną na Bałkanach, a w czasie I wojny światowej walczył w szeregach cesarskiej i królewskiej Armii. Jego oddziałem macierzystym był c. i k. Pułk Piechoty Nr 58. Na stopień porucznika został mianowany ze starszeństwem z 1 lipca 1915, a na stopień nadporucznika ze starszeństwem z 1 sierpnia 1917 w korpusie oficerów rezerwy piechoty.
W 1918 zgłosił się ochotniczo do Wojska Polskiego, po czym organizował Intendenturę 7 Dywizji Piechoty. Od 1920 pełnił służbę w 1 Armii. 9 listopada 1920 został zatwierdzony z dniem 1 kwietnia 1920 w stopniu kapitana gospodarczego, w grupie oficerów byłej armii austro-węgierskiej. W latach 1920–1921 pełnił służbę w Intendenturze Dowództwa Okręgu Generalnego Lwów, a w latach 1921–1924 w Szefostwie Intendentury Dowództwa Okręgu Korpusu Nr VI we Lwowie. 3 maja 1922 zweryfikowany w stopniu kapitana ze starszeństwem z 1 czerwca 1919 i 6. lokatą w korpusie oficerów intendentów, a 31 marca 1924 mianowany majorem ze starszeństwem z 1 lipca 1923 i 6. lokatą w korpusie oficerów intendentów. W latach 1924–1927 był dowódcą 1 Oddziału Służby Intendentury w Warszawie-Pradze. W maju 1926, w czasie zamachu stanu, „z własnej inicjatywy zameldował się u d-cy 36 pp i oddał Oddział do dyspozycji Marszałka Piłsudskiego”. Dowodzona przez niego formacja nie wzięła bezpośredniego udziału w walkach. Z dniem 1 listopada 1926 został przeniesiony służbowo na IV kurs doszkolenia oficerów intendentów przy Wyższej Szkole Intendentury w Warszawie. Z dniem 1 października 1927, po ukończeniu kursu, został przeniesiony do kadry oficerów służby intendentury z równoczesnym przydziałem do 10 Okręgowego Szefostwa Intendentury w Przemyślu. Z dniem 31 października 1928 został przeniesiony w stan spoczynku. W 1934, jako major intendent dyplomowany stanu spoczynku pozostawał w ewidencji Powiatowej Komendy Uzupełnień Warszawa Miasto III. Był sekretarzem Polskiego Związku Hodowców Psów Rasowych. Reprezentował związek, jako wydawca pisma „Pies Rasowy i Jego Hodowla w Polsce”. Od lata 1937 był równocześnie organizatorem i prezesem Klubu Buldoga Francuskiego w Polsce.
W nieznanych okolicznościach, po agresji ZSRR na Polskę, dostał się do niewoli sowieckiej i przebywał w obozie w Starobielsku. Wiosną 1940 został zamordowany przez funkcjonariuszy NKWD w Charkowie i pogrzebany w bezimiennej mogile zbiorowej w Piatichatkach, gdzie od 17 czerwca 2000 mieści się oficjalnie Cmentarz Ofiar Totalitaryzmu w Charkowie. Figuruje na tzw. liśce Gajdideja (poz. 3099).
5 października 2007 minister obrony narodowej Aleksander Szczygło mianował go pośmiertnie na stopień podpułkownika. Awans został ogłoszony 9 listopada 2007 w Warszawie, w trakcie uroczystości „Katyń Pamiętamy – Uczcijmy Pamięć Bohaterów”.

## Ordery i odznaczenia
W czasie służby w c. i k. Armii otrzymał:
- Krzyż Zasługi Wojskowej 3 klasy z dekoracją wojenną i mieczami,
- Srebrny Medal Waleczności 2 klasy,
- Krzyż Wojskowy Karola,
- Krzyż Pamiątkowy Mobilizacji 1912–1913[3].